# Агеи, Энок
Энок Атта Агеи (нидерл. Enock Atta Agyei; род. 13 января 2005) — бельгийский футболист ганского происхождения, вингер клуба «Бернли».

## Клубная карьера
Агеи — воспитанник клуба «Андерлехт». В 2022 году он дебютировал за дублирующий состав. В 2023 году Агеи подписал контракт на четыре с половиной года с английским «Бернли» и сразу же был отдан в аренду в «Мехелен». 10 февраля в матче против «Эйпена» он дебютировал в Жюпиле лиге. Летом игрок вернулся в «Бернли». 23 октября в матче против «Халл Сити» он дебютировал в Чемпионшипе.

## Международная карьера
В 2022 году в составе юношеской сборной Бельгии Агеи принял участие в юношеском чемпионате Европы в Израиле. На турнире он сыграл в матчах против команд Сербии, Испании и Турции.